# Узајамно прости бројеви
Узајамно прости бројеви су такви бројеви који немају заједничког делиоца већег од 1. Два природна броја не морају бити проста да би била узајамно проста, битно је само да ниједан делилац једног не буде међу делиоцима другог.
Еквивалентно претходном тврђењу, највећи заједнички делитељ два узајамно проста броја је 1.
Дакле, ако према основној теореми аритметике представимо та два броја као производе њихових фактора:
{\displaystyle n=p_{1}\cdot p_{2}\cdot ...\cdot p_{i}}
{\displaystyle m=q_{1}\cdot q_{2}\cdot ...\cdot q_{j}}
тада ниједан {\displaystyle p_{k}\,} не сме бити једнак ниједном од {\displaystyle q_{l}\,}.
Некада се узајамно прости бројеви зову релативно прости бројеви.